# Карельский союз
Карельский союз (фин. Karjalan Liitto) — финская культурно-общественная организация, объединяющая любителей карельской культуры. Союз состоит из 15 округов, Союза карельских волостных обществ, Союза карельских родовых объединений, а также около 360 членских организаций, в которых насчитывается более 16.000  членов. Штаб-квартира организации расположена в Карельском доме, где проводится различная деятельность, связанная с карельской культурой. Под названием «Карельский союз» также известна основанная в 1920 году и просуществовавшая недолгое время организация « Karjalan Liitto – Pro Carelia», отстаивавшая интересы восточных карелов и возглавляемая Э. Н. Сетяля. Председатель союза Мартти Талья[англ.] с 2023 года. 

## История
Организация была основана муниципалитетами, приходами и региональными организациями Карелии, переданными СССР, вскоре после окончания Зимней войны 20 апреля 1940 года. В первые годы основной задачей организации была защита интересов переселённых карелов в вопросах расселения и компенсаций.

### Советско-финские войны
В результате вторжения советских войск 30 ноября 1939 года, Финляндия была втянута в Зимнюю войну (1939—1940). По Московскому договору 1940 года, завершившему Зимнюю войну, Финляндия была вынуждена уступить СССР большую часть своей Карелии. СССР отошли финские города Выборг, Сортавала, Кякисалми (Приозерск), Койвисто (Приморск) и Лахденпохья. Из сельских муниципалитетов Карелии 39 пришлось передать полностью, а 21 — частично. Большая, южная часть утраченных Финляндией карельских территорий, Карельский перешеек вошла в Ленинградскую область, а северная часть, Ладожская Карелия присоединена к Карело-Финской ССР (ныне относится к республике Карелия). Финляндия потеряла десятую часть территории. С отошедшей СССР территории всё население, около 407 000 финских карел были переселены в разные части Финляндии в соответствии с планом расселения.
Сразу после Зимней войны на собрании, состоявшемся 20–21 апреля 1940 года, организации Карелии создали Карельский союз. На учредительном собрании присутствовали 340 делегатов, представлявших 52 муниципалитета, 14 приходов и 112 различных организаций. Важнейшей задачей Карельского союза было обеспечение интересов эвакуированных карел, потерявших жилье, в вопросах расселения и компенсаций за утраченное имущество. После создания союза быстрыми темпами стали создаваться региональные карельские объединения.
К концу 1950-х — началу 1960-х годов вопросы экономического положения эвакуированных карел были решены. Карельский союз сосредоточился на задачах сохранения культуры и традиций карел. Действуют театры, хоры, ансамбли народного танца. Ведётся издательская деятельность. Также союз выступает за сотрудничество с субъектами Российской Федерации на отошедших территориях в вопросах охраны финских памятников и кладбищ на отошедших территориях.
В 1950-х годах премьер-министр Финляндии Урхо Кекконен пытался начать переговоры с СССР о возврате отошедших территорий. В последний раз Кекконен уже в статусе президента поднимал вопрос на встрече с генеральным секретарём Л. И. Брежневым в 1968 году.
В 1974 году завершено строительство Дома Карелии в Хельсинки. В 2015 году перед входом в Дом Карелии установлена статуя работы Юхани Хонканена.
После распада СССР, в 1992 году был принят Договор между Российской Федерацией и Финляндской Республикой об основах отношений, по которому государственная граница сохранялась.
В годовщину создания Карельского союза, 20 апреля 2025 года одновременно с Пасхой по инициативе Карельского союза впервые отмечался День эвакуированных.

## Деятельность
Карельский союз является динамичной площадкой карельской культуры, открытой для всех граждан Финляндии. Он способствует развитию карельской культуры, подчёркивает значение карельской идентичности в составе финской нации и поддерживает взаимодействие с регионом Карелия. Деятельность Союза охватывает три направления: культуру, историю и карельские корни. В «карельском вопросе» Карельский союз сотрудничает с правительством Финляндии и Европейским союзом.
Главным мероприятием Союза являются Карельские летние праздники, проводимые в различных регионах Финляндии.
Правление и совет Союза избираются на съезде, который проводится раз в три года. Делегатами съезда выступают представители, назначенные членскими обществами и организациями в соответствии с уставом Союза. Карельский союз издаёт журналы Karjala и Karjalan Kunnaat.

### Цели
- Сохранение карельской культуры
- Популяризация карельской культуры
- Трансграничное сотрудничество (приостановлено)
- Продвижение карелизма

- Сотрудничество с другими карельскими организациями[10]

Часть членов Карельского союза выступала за мирное возвращение Карелии, однако по состоянию на 2023 год движение выступает против изменения границы с Россией.

### Председатели правления организацции
- Юхо Хиетанен 1940–1946[12]
- Эемиль Луукка 1946–1967
- Эркки Пааволайнен 1947[13]
- Урхо Кэхёнен 1967–198?[14]
- Йоханнес Виролайнен 1985–1990[15]
- Раунo Мериё 1990–1995[16]
- Маркку Лаукканен 1995–2011
- Марьо Матикайнен-Калльстрём  2011–2017
- Перти Хаканен 2017–2020
- Аути Ёрн  2020–2023

- Марти Талья 2023–2026

## Членские организации

### Окружные организации
- Южно-Карельский округ карельских обществ (Etelä-Karjalan karjalaisseurojen piiri ry)
- Южно-Хямеский округ карельских обществ (Karjalaisseurojen Etelä-Hämeen piiri ry)
- Центрально-Финляндский округ Карельского союза (Karjalan Liiton Keski-Suomen piiri ry)
- Куопиоский округ карельских обществ (Karjalaisseurojen Kuopion Piiri ry)
- Кюменлааксонский округ Карельского союза (Karjalan Liiton Kymenlaakson piiri ry)
- Пяйят-Хямеский округ Карельского союза (Karjalan Liiton Päijät-Hämeen piiri ry)
- Миккельский округ карельских обществ (Karjalaisseurojen Mikkelin piiri ry)
- Салоский округ карельских обществ (Karjalaisseurojen Salon piiri ry)
- Пирканмааский округ карельских обществ (Karjalaisseurojen Pirkanmaan piiri ry)
- Северный округ Карельского союза (Karjalan Liiton Pohjolan piiri ry)
- Сатакунтский округ Карельского союза (Karjalan Liiton Satakunnan piiri ry)
- Варсинайс-Суомиский округ Карельского союза (Karjalan Liiton Varsinais-Suomen piiri ry)
- Похьянмааский округ карельских обществ (Karjalaseurojen Pohjanmaan piiri ry)
- Объединение карельских организаций столичного региона «ПЯЯСКЮ» (Pääkaupunkiseudun Karjal.yhteisöt PÄÄSKY ry)

- Уусимаский округ карельских обществ (Uudenmaan Karjalaisseurojen piiri ry)

### Союзные объединения
- Союз карельских волостных обществ (Karjalaisten Pitäjäyhdistysten liitto ry)

- Союз карельских родовых объединений (Karjalaisten Sukuyhteisöjen Liitto ry)

### Фонды
- Фонд Хейнджоки (Heinjoki-Säätiö)
- Фонд Хийтола (Hiitola-säätiö)
- Фонд Яккима (Jaakkima-säätiö)
- Фонд Каннельярви (Kanneljärvi-säätiö)
- Карельский фонд (Karjalan Säätiö)
- Фонд Кирву (Kirvu-Säätiö)
- Фонд Кивеннапа (Kivennapa-säätiö)
- Фонд Койвисто (Koivisto-säätiö)
- Фонд Куолемаярви (Kuolemajärvi-säätiö)
- Фонд Куркийоки (Kurkijoki-Säätiö)
- Фонд Кякисалми (Käkisalmi-säätiö)
- Фонд Рауту (Rauta-Säätiö)
- Фонд Райсаля (Räisäläisten Säätiö)
- Фонд Саккола (Sakkola-Säätiö)
- Фонд Салми (Salmi-Säätiö)
- Фонд Сортавала (Sortavala-Säätiö)
- Фонд Суоя (Suoja-säätiö)
- Фонд Сякиярви (Säkkijärvi-Säätiö)
- Фонд Тери (Teri-säätiö)
- Фонд Тююне-Керту Виркки (Tyyne-Kerttu Virkki Säätiö)
- Фонд Уураан-Сааристо (Uuraan Saariston Säätiö)
- Фонд Выборга (Viipuri-Säätiö)
- Фонд Пюхаярви (Vpl. Pyhäjärvi-Säätiö)

- Фонд Вуоксен (Vuoksen Säätiö)

### Прочие членские организации
- Общество Еэва-Лииса Маннер (Eeva-Liisa Manner-seura)
- Южно-Финляндское Юука-общество (Etelä-Suomen Juuka-Seura ry)
- Хор «Карелия» (Karelia-kuoro ry)
- Духовой оркестр «Карелия» (Karelia-puhallinorkesteri)
- Карельский клуб Торревьеха (Karjala kerho Torrevieja)
- Актёры Карельской сцены (Karjalaisen Näyttämön Näyttelijät ry)
- Карельский орден (Karjalaisten Kilta)
- Певцы Лахти (Lahden Laulajat ry)
- Вокальное общество «Ильтатяхти» (Lauluyhdistys Iltatähti ry)
- Добровольная пожарная команда Монрепо (Monrepoon VPK ry)
- Северо-Карельцы столичного региона (Pääkaupunkiseudun Pohjois-Karjalaiset)
- Выборгские певцы (Viipurin Lauluveikot)
- Выборгское художественное общество (Viipurin Taiteilijaseura)
- Выборгские рабочие музыканты (Viipurin Työväen Soittajat ry)
- Выборгская добровольная пожарная команда (Viipurin VPK ry)
- Студенческое землячество Выборга (Wiipurilainen Osakunta)
- Выборгское архивное общество (Wiipurin arkistoyhdistys ry)
- Выборгский музыкальный клуб (Wiipurin Soitannollinen Kerho)

- Общество «Голосом плачущие» (Äänellä Itkijät -yhdistys ry)

В 1985 году в состав Карельского союза входило более 300 местных карельских обществ, включая общества почти всех утраченных Карельских муниципалитетов с их фондами, а также десятки специализированных карельских объединений.